# Петрас, Ким
Ким Петрас (нем. Kim Petras; род. 27 августа 1992 года, Бонн, Германия) — немецкая певица и автор песен. Дебютный EP Ким, который позже был удалён с площадок, вышел 11 марта 2011 года и получил название One Piece Of Tape. Позже начинающую поп-звезду заметил Лукаш Готвальд (Dr. Luke) и подписал её на свой лейбл. 1 августа 2017 года состоялась премьера дебютного сингла «I Don’t Want It All», а дебютный альбом Feed The Beast вышел 23 июня 2023 года. Дискография у Петрас богатая, помимо дебютных работ в неё входят микстейпы и EP: TURN OFF THE LIGHT, VOL. 1 (2018), Clarity (2019), TURN OFF THE LIGHT (2020), Slut Pop (2022), второй студийный альбом Problématique (2023) и синглы. Девушка также известна своими работами с Ники Минаж, Сэмом Смитом, Пэрис Хилтон, Меган Трейнор, Charli XCX, SOPHIE и другими. Петрас является обладательницей одной статуэтки Грэмми, которую получила с Сэмом Смитом за песню Unholy на 65-й церемонии «Грэмми». Она стала второй транс-женщиной, которая выиграла Грэмми (первой была Венди Карлос, получившая 3 статуэтки в 1969-м году), но первая в 21-м веке и в своей номинации.

## Ранние годы
Ким Петрас родилась под именем Тим Петрас 27 августа 1992 года. Её родители, Лутц и Конни, говорили, что с двухлетнего возраста она настаивала на том, что является девочкой. Постепенно стало ясно, что это «не только временно». Ким проходила гормонотерапию в Гамбурге с 13 лет, участвовала в кампании по борьбе за права трансгендерных людей. Перенесла хирургическую коррекцию пола на два года раньше установленного законом срока в 18 лет, в связи с рекомендацией психиатров.

## Музыкальная карьера
В 2007 году Петрас записала несколько видео своего домашнего пения и выложила его в Интернет. Её ролики, которые включали и её собственные композиции, были замечены немецким музыкальным продюсером Фабианом Гёргом. Впоследствии он подписал её в свой независимый лейбл Joyce Records.
В 2008 году она выпустила ещё две композиции, на этот раз спродюсированные Гёргом. Первая композиция, «Last Forever», была выпущена в Интернете и стала весьма популярной на YouTube и MySpace. Чуть позже, в сентябре того же года, она издала свой первый коммерческий сингл, «Fade Away» на немецком рынке. В тот же период вышли «When Dreams Come True», «Die for You», «Boomerang», «Magnetic» (совместно c KeeMo).
В 2010 году немецкий диджей и продюсер Клаас выпускает два трека с участием начинающей артистки. Они получили название «Flight To Paris» и «Heartbeat». Диджеи Рене Родригез и Дэнни Лоуренс сделали на них ремиксы.
11 марта 2011 года Ким выпускает дебютную расширенную работу-EP One Piece Of Tape, которая была удалена с единственных платформ iTunes и Amazon, поэтому и не является официальной. В мини-альбом вышло всего 4 трека: «One Piece of Tape», «Fell It», «Supersonic», «Money Got Her».
Началом неизданного альбома The Summer I Couldn’t Do Better, он же ERA 1, либо «радужная эра» можно считать дебютный сингл Ким — «I Don’t Want It At All», выпущенный 1 августа 2017 года, на который позже был снят и 30 октября загружен иконичный клип, где была замечена американская актриса, певица, модель Пэрис Хилтон. 22 сентября были выпущены синглы «Hills» с рэпером Baby E и «Hillside Boys», последний стал значимым в карьере артистки. 10 ноября вышла композиция «Slow It Down» (102 место в норвежском чарте Spotify, 187 в тайваньском), а в середине декабря совместно с американским рэпером lil aaron мир услышал песню «Faded», которая стала второй работой Ким, получившая клип. Первой песней в 2018 году стал выпущеный к 14-му февралю хит «Heart to Break». 26-го апреля было выпущено на него видео, где принял участие знаменитый американский визажист Никита Драгун. Спустя почти 4 месяца, 8-го июня, вышел хит, не менее популярный, чем предыдущий — «Can’t Do Better», но на него было выпущено только lyric-видео. В конце августа выходит сингл «Anymore» и на этой работе «ERA 1» в 2018 году заканчивается, связано это с началом выхода «TURN OFF THE LIGHT, VOL. 1». За неделю до годовщины «Heart to Break», 7 февраля, выходят три последних сингла с будущего альбома: «1, 2, 3 dayz up» (совместно с SOPHIE), «Homework» (совместно с lil aaron) и «If U Think About Me…».
Между треками из «The Summer I Couldn’t Do Better» выходят и другие синглы. Яркий пример — TikTok хит «Unlock it (Lock It)» (92 место в тайваньском чарте Spotify, 84 в Саудовской Аравии) записанный с британской певицей Charli XCX и американско-корейским хип-хоп-исполнителем Jay Park. 31 мая 2018 на EP lil aaron’s «Rock$tar Famou$» выходит совместная песня с Ким — «ANYMORE», а 30 ноября EDM группа Cheating Codes, совместно с Ким, выпускают трек «Feeling of Falling», который позже замиксует известный американский диджей Стив Аоки. Оригинальная версия попадает в норвежский чарт Spotify (172 место) и в тайванский (173 место).
В период с сентябрь по ноябрь исполнительница была на разогреве в туре австралийского певца Троя Сивана «The Bloom Tour». Ким стала объектом нападок со стороны поклонников Троя Сивана, поскольку поддерживала своего продюсера Доктора Люка и обвинила Кешу в даче ложных показаний во время судебных разбирательств. Певица подвергалась сексуальному насилию со стороны продюсера и многочисленным оскорблениям, что привело к расстройству питания.
1 октября 2018 года Ким презентует первую часть своего микстейпа TURN OFF THE LIGHT, VOL. 1, выпущенный на собственном лейбле «BunHead» под тематику Хэллоуина. Продюсером пластинки стал испортивший себе репутацию продюсер Доктор Люк. В работу вошло 8 синглов: «o m e n», «Close Your Eyes», «TRANSylvania», «Turn Off The Light» (совместно с Elvira, Mistress of the Dark), «Tell Me It’s A Nightmare», «i don’t wanna die…», «In The Next Life», «Boo! Вitch!». Все треки из первой части в будущем вошли во вторую работу, которую Ким анонсировала в следующем году.
25 апреля 2019 года Ким выпускает композицию «Broken», ознаменовавшую началу её новой эры. Песня достигла 16-й позиции в iTunes. Каждую неделю выходил новый трек из будущего мини-альбома Clarity, и второй песней стал сингл «Got My Number». Еще через неделю, 9 мая, выходит «Blow It All». «Sweet Spot» вышел 13 мая, а следующей песней была «All I Do Is Cry». За сутки до последнего дня лета, 30 мая, Ким выпускает «Do Me». Уже летом, 6 июня, вышел сингл, давший название самой работе, «Clarity». «Personall Hell» вышел 13 июня, 20 июня выходит композиция «Another One». За день до релиза Clarity, выходит предпоследняя песня «Icy». И наконец-то, вместе с самим мини-альбом, 28 июня, выходит заключающий трек «Shinin'». Проект был спродюсирован Доктором Люком.
После выхода работы, Ким отправилась в свой первый самостоятельный тур — «Broken Tour». Он длился 24 дня и Петрас успела съездить и в Северную Америку, и в Евразию.
5 сентября американский певец MAX и Ким выпускают сингл «Love Me Less».
13 сентября британская певица Charli XCX выпускает свой третий студийный альбом — Charli, на котором появляется композиция «Click», совместно с самой Ким и эстонским рэпером Томми Кэшем. Эта работа стала второй коллаборацией Чарли и Ким. 11 октября выходит «Click (No Boys Remix)», где помимо лид-артистки и Петрас участвует американская поп-певица Слэйййтер.
11 февраля 2020 года, в начале разгара пандемии Covid-19, Ким выпускает трек «Reminds Me». Песня получает умеренный успех, и Ким выступает с ней на нескольких мероприятиях. «Reminds Me» — это одна из композиций, не попавшая ни в один сборник. Сингл был сэмплирован в работе австралийского исполнителя Кид Лароя «Reminds Me Of You», совместно с Juice WRLD, выпущенной к годовщине смерти второго.
7 мая Ким выпускает лид-сингл к своему будущему дебютному альбому с летней тематикой. Через 4 дня девушка выпускает клип с пометкой (At Home Edition) Особенностью видео стал способ съемки, Петрас танцевала на хромакее, где показывались летние пейзажи. В будущем альбом был отменен, а сингл не был включен ни в одну расширенную работу.
В ноябре 2020 года записала песню совместно с группой K/DA.
В августе 2021, подписала контракт с лэйблом Republic Records, на котором планирует выпустить свой третий студийный альбом. 27 августа состоялась премьера лид-сингла «Future Starts Now», к предстоящему альбому певицы. 12 сентября она выступила с ним на пре-шоу MTV VMA 2021.
14 ноября впервые выступила на EMA 2021, где представила две новые песни: «Coconuts» и «Hit It From The Back». 3 декабря 2021 выпустила сингл «Coconuts».
11 февраля 2022 выпустила мини-альбом Slut Pop, а 22 сентября совместный с Сэмом Смитом сингл «Unholy».
5 октября 2022 года был анонсирован сингл «If Jesus Was a Rockstar». Песня стала первой совместной работой Петрас с Максом Мартином.
20 января певица выпустила сингл «brrr», который в будущем войдет в её дебютный альбом. Ким спела эту композицию на премии «Billboard Women in Music 2023», где ей вручили награду «Chartbreaker», а также на «Late Night with Seth Meyers».
2 июня вышла перезапись легендарной песни Пэрис Хилтон «Stars Are Blind» с Ким.
23 июня Ким выпустила альбом «Feed The Beast», где поработала над песней «Alone» вместе с Ники Минаж и «BAIT» с BANKS.
27 июля вышел ремикс на композицию «tqum» мексиканской певицы Софии Рейес и актрисы, певицы Данны Паолы, где Ким спела часть на испанском.
18 сентября певица официально выпустила свой второй студийный альбом, ставший уже легендой среди её фанатов, — «Problématique». Работа должна была выйти еще в июне 2022, но её релиз был запрещен лейблом. Альбом включает в себя 9 песен, а также коллаборацию с Пэрис Хилтон.

## Дискография

### Студийные альбомы
- 2023 — Feed The Beast
- 2023 — Problématique

### Микстейпы
- 2019 — Clarity
- 2019 — TURN OFF THE LIGHT

### EP (мини-альбомы)
- 2022 — Slut Pop
- 2024 — Slut Pop Miami

### Сборники
- 2022 — The Summer I Couldn’t Do Better